# Lavochkin La-152
Lavochkin La-152, (tên mã USAF - Type 4), và các biến thể của nó, là một mẫu thử máy bay tiêm kích phản lực, do OKB Lavochkin thiết kế chế tạo ngay sau khi Chiến tranh thế giới II kết thúc.

## Biến thể
- Izdeliye 154
- Izdeliye 156
- Izdeliye 174TK

## Tính năng kỹ chiến thuật (Izdeliye156)
Dữ liệu lấy từ Early Soviet Jet Fighters
Đặc tính tổng quan
- Kíp lái: 1
- Chiều dài: 9,12 m (29 ft 11 in)
- Sải cánh: 8,52 m (27 ft 11 in)
- Diện tích cánh: 13,24 m2 (142,5 foot vuông)
- Trọng lượng rỗng: 2.398 kg (5.287 lb)
- Trọng lượng có tải: 3.521 kg (7.762 lb)
- Sức chứa nhiên liệu: 756
- Động cơ: 1 × YuF phiên bản của RD-10 , 8,5 kN (1.900 lbf) thrust thô, 10,3 kN (2.300 lbf) có đốt tăng lực

Hiệu suất bay
- Vận tốc cực đại: 905 km/h (562 mph; 489 kn)
- Tầm bay: 680 km (423 mi; 367 nmi)
- Trần bay: 10.700 m (35.105 ft)
- Vận tốc lên cao: 23,6 m/s (4.650 ft/min)
- Tải trên cánh: 264 kg/m2 (54 lb/foot vuông)

Vũ khí trang bị

- Súng: 3 × pháo Nudelman-Suranov NS-23 23 mm